# Tero Räty
Tero Räty es un deportista finlandés que compitió en natación. Ganó dos medallas en el Campeonato Europeo de Natación en Piscina Corta, plata en 2006 y bronce en 2004.

## Palmarés internacional
| Campeonato Europeo en Piscina Corta | Campeonato Europeo en Piscina Corta | Campeonato Europeo en Piscina Corta | Campeonato Europeo en Piscina Corta |
| Año                                 | Lugar                               | Medalla                             | Prueba                              |
| ----------------------------------- | ----------------------------------- | ----------------------------------- | ----------------------------------- |
| 2004                                | Viena (Austria)                     | Medalla de bronce                   | 4 × 50 m estilos                    |
| 2006                                | Helsinki (Finlandia)                | Medalla de plata                    | 4 × 50 m estilos                    |